# Vierde Petroleumhaven
De Vierde Petroleumhaven is een haven in Rotterdam-Europoort. De haven is aan het begin van de jaren zestig gegraven voor de overslag van aardolie. Tijdens de Suezcrisis van 1956 was het Suezkanaal afgesloten. Vanaf 1967 was het Suezkanaal gedurende vele jaren gesloten. Olietankers uit het Midden-Oosten moesten om Afrika heen varen. Dit leidde tot een enorme schaalvergroting in de tankvaart.

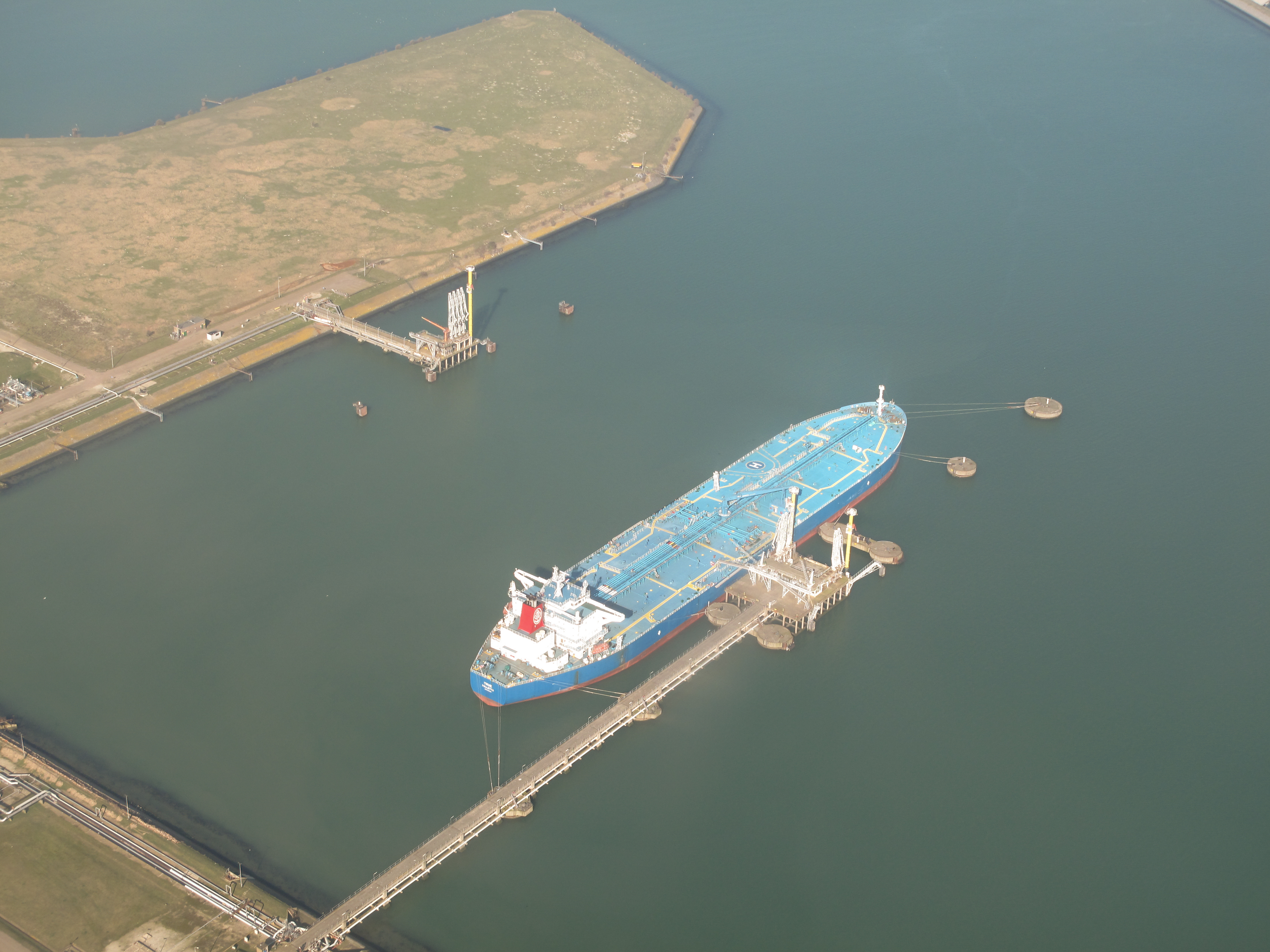
Europoort, de Vierde Petroleumhaven

De Vierde Petroleumhaven ligt aan het 23 meter diepe Calandkanaal en kon ook de grootste mammoettankers uit die tijd ontvangen. Aan de Vierde Petroleumhaven is de olieterminal van Shell Europoort gevestigd.